# Ylva Spångberg

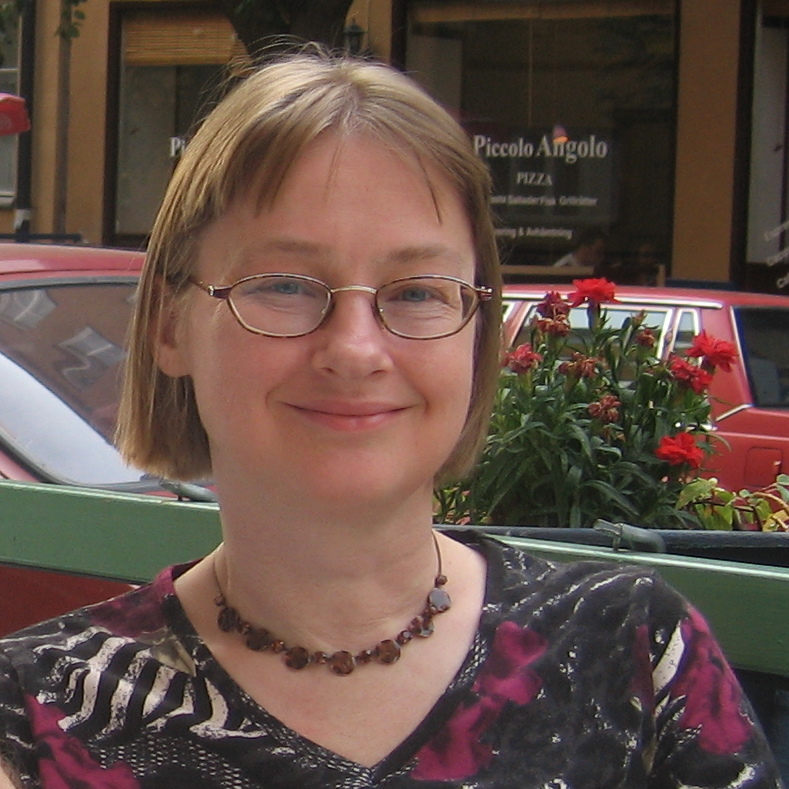
Ylva Spångberg

Ylva Maria Spångberg, född 28 oktober 1961 i Södertälje, är en svensk översättare som är särskilt känd för svenska versioner av fantasyromaner av David Eddings och andra.
Spångberg engagerade sig tidigt i Stockholms Tolkiensällskap Forodrim och svensk science fiction-fandom. Hon har deltagit i arrangerandet av flera sf- och fantasykongresser, och var själv hedersgäst på Eurocon 2014 i Dublin. Spångberg har suttit i redaktionen för tidskriften Nova science fiction.

## Översättningar (urval)
- Leigh Brackett: Rhiannons svärd (Kindberg, 1979)
- Andre Norton (pseud. för Alice Mary Norton): Förlist i rymden (Laissez faire, 1983)
- Clifford D. Simak: Allt kött är hö (Lindfors, 1984)
- Poul Anderson: Rymdens erövrare (Laissez faire, 1984)
- Christopher Priest: Det vita rummet (Nyblom 1986)
- Arthur C. Clarke: Sånger från vår fjärran jord (Prisma 1986)
- Ayn Rand: Urkällan (Lindfors 1987)
- David Eddings: Sagan om Belgarion 1–5 (B. Wahlström 1989–1992)
- Robert Jordan: Sagan om Drakens återkomst, första två böckerna (B. Wahlström 1992-1993)
- Stephen Donaldson: Krönikorna om Thomas Covenant, den klentrogne (Natur och kultur, 1989-1994)
- Robin Hobb: Berättelsen om Fjärrskådarna (Legenda/Natur och kultur, 1996-1998)
- Roger Zelazny: Vapen från Avalon (B. Wahlström, 1998)
- Arthur C. Clarke: 3001 : den sista resan (Rabén Prisma, 1998)
- Neil Gaiman: Stjärnstoft (B. Wahlström, 2000)
- Kelley Armstrong: Biten (Richter, 2002)
- Tamora Pierce: Vild magi (Bonnier Carlsen, 2003)
- Jackie Collins: Hollywoodfruar - den nya generationen (Bra böcker, 2004)
- James Dashner: I vansinnets öken (Semic, 2014)
- George R. R. Martin: Eld & blod del II (Bookmark, 2019)
- S. A. Cosby: Rakbladstårar (Modernista, 2023)

## Utmärkelser
- 1990 Alvar Appeltoffts Minnespris